# Spinatimonomma scheini
Spinatimonomma scheini es una especie de coleóptero de la familia Monommatidae.

## Distribución geográfica
Habita en Singapur.